# Werner Sumowski
Werner Sumowski (* 8. März 1931 in Ortelsburg (Ostpreußen); † 3. September 2015 in Stuttgart) war ein deutscher Kunsthistoriker. Er galt als einer der weltweit führenden Kenner der Malschule von Rembrandt Harmenszoon van Rijn.

## Leben und Werk
Sumowski kam nach dem Zweiten Weltkrieg als Kriegswaise nach Berlin, wo er im Ostteil der Stadt an der Humboldt-Universität bei Richard Hamann studierte und 1956 erste eigene Artikel publizierte. 1959 floh er in die Bundesrepublik und wurde wissenschaftlicher Assistent von Hans Wentzel an der Technischen Hochschule in Stuttgart. Dort verfasste er seine Habilitationsschrift über Caspar David Friedrich und wurde 1967 Privatdozent. Nach Publikation seiner Arbeit über den Frühromantiker Friedrich wurde er 1971 zum Universitätsdozenten, 1973 zum außerplanmäßigen Professor und schließlich 1979 zum Lehrstuhlinhaber in Stuttgart ernannt, wo er bis zu seiner Emeritierung im Jahr 1993 wirkte.
Seinem Lehrer Hamann folgend, widmete Sumowski nahezu sein gesamtes Berufsleben dem Maler Rembrandt sowie dem Werk dessen zahlreicher Schüler wie Aert de Gelder, Jan Lievens oder Samuel van Hoogstraten. Ab 1979 veröffentlichte er seine insgesamt zehnbändige Beschreibung der Zeichnungen der Rembrandt-Schule sowie ab 1983 seine sechsbändige Darstellung der Malerei der Schüler des niederländischen Barockmalers.

## Ausstellungen
- Aert de Gelder, Samuel van Hoogstraten, Rembrandt Harmenszoon van Rijn u. a., Lehrer Rembrandt, Lehrer Sumowski (Kunstverein Aalen, 6. Oktober 2019 – 26. Januar 2020)